# Only When You Leave
Only When You Leave è un singolo del gruppo musicale britannico Spandau Ballet, primo estratto dell'album Parade, pubblicato nel 1984.
Scritto da Gary Kemp, questo brano è stato usato da Mediaset come prima sigla della rubrica cinematografica Ciak News dal 1º giugno 1992 al 5 novembre 1995.

## Classifiche
| Classifica (1984)                | Posizione massima |
| -------------------------------- | ----------------- |
| Australia                        | 12                |
| Belgio (Fiandre)                 | 5                 |
| Canada                           | 23                |
| Germania                         | 26                |
| Irlanda                          | 2                 |
| Norvegia                         | 8                 |
| Nuova Zelanda                    | 10                |
| Paesi Bassi                      | 3                 |
| Regno Unito                      | 3                 |
| Spagna                           | 4                 |
| Stati Uniti                      | 34                |
| Stati Uniti (adult contemporary) | 36                |
| Svizzera                         | 20                |